# Ботафогу (Кабо-Верде)
Ботафогу Футебол Клубе або просто Ботафогу (порт. Botafogo Futebol Clube) — професіональний кабовердійський футбольний клуб із міста Сан-Вісенте, на острові Фогу. Входить до невеликого числа команд, які виграли свій перший та єдиний титул з часів здобуття незалежності Кабо-Верде.

## Форма
Їх форма складається з біло-чорної смугастої футболки, чорних шортів та смугастих чорно-білих шкарпеток для домашніх матчів, а також чорних шортів та шкарпеток в поєднанні з футболкою зеленого кольору для виїзних матчів.
До 2010 року форма складалася зі смугастої чорно-білої футболки з чорними рукавами, чорних шортів і шкарпеток для домашніх матчів, а також смугастої чорно-червоної футболки з чорними шортами та шкарпетками для виїзних матчів.

## Логотип
Їх логотип містить щит чорного кольору, посередині щита схематично зображена гора, на вершині якої знаходиться абревіатура «B.F.C.» та дата
7 липня 1993 року — дата 25-ї річниці з дня заснування клубу. Хоча клуб був заснований в 1968 році.

## Історія
Команда була названа на честь Ботафого з Бразилії, а тому має схожу назву і форму до команди з Південної Америки. Під час святкування свого 25-річчя ювілейну дату було розміщено в нижній частині логотипу команди. Клуб також виграв 17 острівних чемпіонств, клуб є найтитулованішим у всій країні за кількістю здобутих чемпіонств свого острову, їх останні титули були здобуті у 2010 році (один суперкубок і один відкритий чемпіонат).
Перші титули клуб здобув у 1970-их та 1980-их роках. Їх загальна кількість острівних чемпіонств з кількістю 18 титулів була перевершена клубом Академіка Операрія в Чемпіонаті острова Боа Вішта в 2014 році і тепер клуб має 19 чемпіонств, які були здобуті станом на 2015 рік.

## Виступи в плей-офф
Їх єдиний національний титул був виграний в 1980 році. «Ботафогу» є єдиним клубом з острова Фого, який вигравав національний титул.
В чемпіонаті 1976 року «Ботафогу» зустрілися з представником острову Сан-Вісенте клубом Мінделенше, перший матч завершився з нульовим рахунком, другий матч «Ботафогу» програв з рахунком 3:0, в 1978 та 1979 роках чемпіонат не проводився, клуб знову зустрівся з Мінделенше в 1980 році, цього разу вони переграли клуб з рахунком 2:1 і завоювали свій перший та єдиний на сьогодні національний титул. «Ботафогу» знову взяв участь у Чемпіоншипі в 1981 році і дійшов до фіналу, де знову зустрівся з Мінделенше, в цьому матчі «Ботафогу» зазнав невдачі у спробі завоювати другий національний титул після поразки з рахунком 2:0, це була їх остання участь у фіналі на сьогодні. Клуб посів 3-тє місце у 2001 році з 11 набраними очками, п'ять років по тому, в 2006 році, «Ботафогу» забив два голи у ворота Академіки з острова Саль, але пропустив вісім за два матчі, а останнього разу, в 2010 році, пропустив шість. З того моменту і до сьогодні в плей-офф клуб більше участі не брав.

## Президент
Починаючи з 6 серпня 2008 року посаду Президента клубу «Ботафогу» займає Мануел Анатоліу Діаш Фоншека.

## Досягнення
- Чемпіонат Кабо-Верде з футболу: 1 перемога

1980
- Чемпіонат острова Фогу: 7 в списку, 17 загалом

1975/76, 1979/80, 1988/89, 1995/96, 2000/01, 2005/06, 2009/10
- Відкритий Чемпіонат острова Фогу з футболу: 1 перемога

2000/01
- Кубок Сан-Філіпе з футболу: 1 перемога

2007/08

## Статистика виступів у лігах та чемпіонатах
- 1979—1980: 1-ше (Острівний та національний чемпіонати)
- 1995—1996: 1-ше (Острівний чемпіонат)

### Національний чемпіонат
| Сезон | Див. | Міс. | Іг. | В | Н | П | ЗМ | ПМ | РМ  | О  | Кубок | Примітки    | Плей-офф       |
| ----- | ---- | ---- | --- | - | - | - | -- | -- | --- | -- | ----- | ----------- | -------------- |
| 2001  | 1    | 3    | 6   | 3 | 2 | 1 | 15 | 4  | +11 | 11 |       |             |                |
| 2006  | 1A   | 2    | 4   | 2 | 2 | 0 | 9  | 3  | +6  | 8  |       |             | 3-тє місце     |
| 2010  | 1A   | 5    | 5   | 1 | 2 | 2 | 8  | 13 | -5  | 5  |       | Не пробився | Не брав участі |

### Чемпіонат острову
| Сезон   | Див. | Міс. | Іг. | В  | Н | П | ЗМ | ПМ | РМ  | О  | Кубок      | Суперкубок | Примітки                           |
| ------- | ---- | ---- | --- | -- | - | - | -- | -- | --- | -- | ---------- | ---------- | ---------------------------------- |
| 2005-06 | 2    | 1    | -   | -  | - | - | -  | -  | -   | -  | Переможець |            | Вихід до національного Чемпіоншипу |
| 2008-09 | 2    | 3    | -   | -  | - | - | -  | -  | -   | -  |            |            |                                    |
| 2009-10 | 2    | 1    | -   | -  | - | - | -  | -  | -   | -  |            |            | Вихід до національного Чемпіоншипу |
| 2013-14 | 2    | 3    | 18  | 10 | 2 | 6 | 26 | 21 | +5  | 32 |            |            |                                    |
| 2014-15 | 2    | 4    | 18  | 10 | 4 | 4 | 55 | 20 | +35 | 34 |            |            |                                    |

## Деякі статистичні дані
- Найкраще досягнення: 1-ше (національний чемпіонат)

## Відомі гравці
- Гілсон Сілва